# 邁克·維爾 (英國政治家)
麥克·威爾（Michael Fraser Weir，1957年3月24日—）是一位蘇格蘭政治人物，他的黨籍是蘇格蘭民族黨。自2001年開始，他擔任安格斯選區選出的國會議員。他畢業於阿伯丁大學。